# Янез Ленарчич
Янез Ленарчич (словен. Janez Lenarčič; нар. 6 листопада 1967, Любляна) — словенський дипломат, директор Бюро з демократичних інститутів і прав людини ОБСЄ у 2008—2014 рр., європейський комісар із питань гуманітарної допомоги та управління кризовими ситуаціями в комісії фон дер Ляєн з 1 грудня 2019 р.

## Життєпис

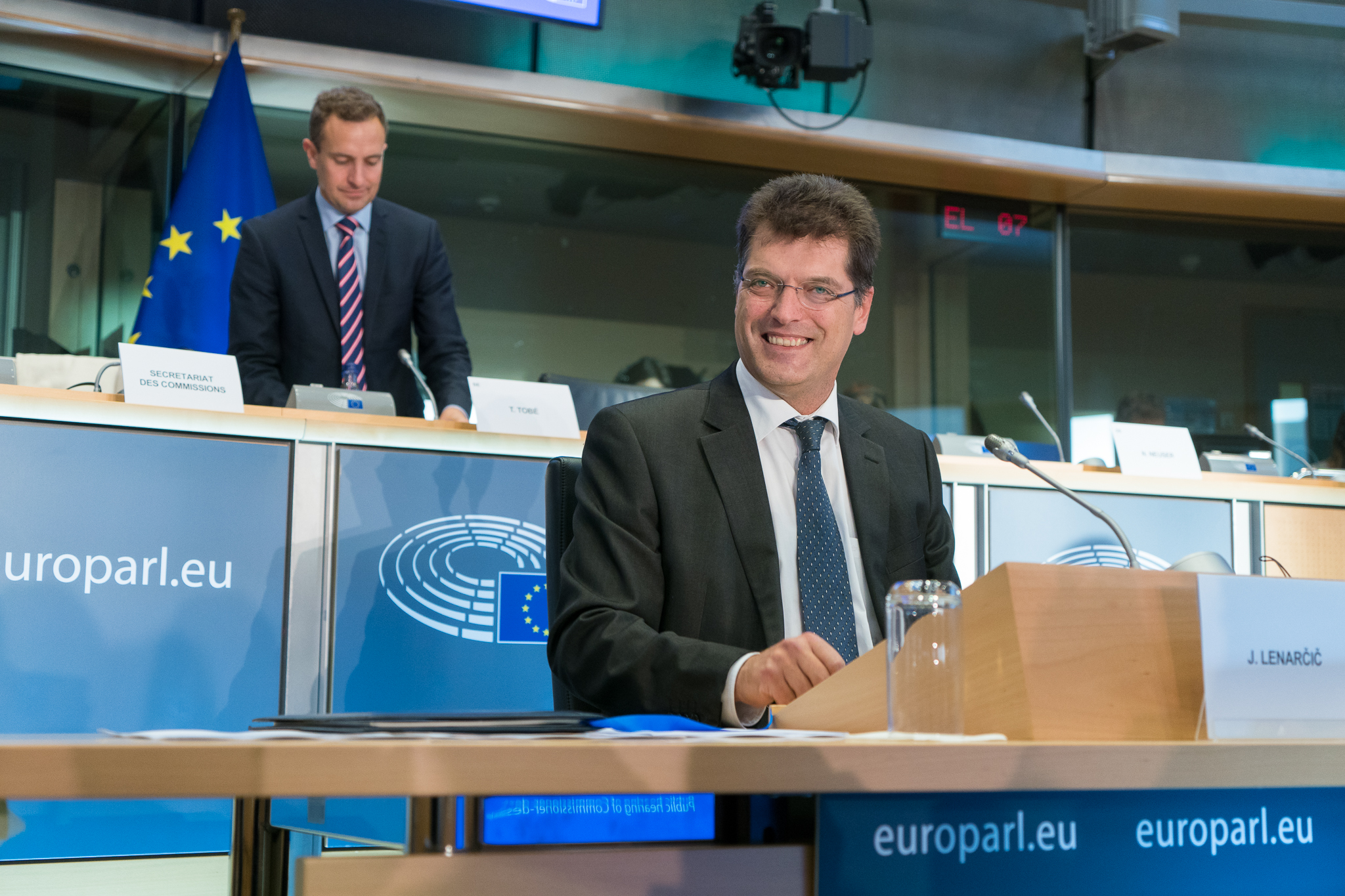
Ленарчич у Європарламенті в 2019 р. на слуханні щодо його схвалення на посаді Єврокомісара з питань урегулювання кризових ситуацій

1992 року закінчив Люблянський університет за фахом «міжнародне право». З 1992 р. на дипломатичній службі незалежної Словенії. Його першою посадою в 1994—1999 рр. була робота у місії Словенії при ООН в Нью-Йорку. З 2000 по 2001 р. працював радником міністра закордонних справ і прем'єр-міністра Янеза Дрновшека. В 2002—2003 рр. обіймав посаду державного секретаря в апараті прем'єр-міністра. З 2003 по 2006 р. був послом Словенії при Організації з безпеки та співробітництва в Європі у Відні, а під час словенського головування в цій організації 2005 р. очолював Постійну раду ОБСЄ. З 2006 по 2008 р. був державним секретарем у європейських справах, зокрема представляючи Словенію під час перемовин 2007 року щодо Лісабонської угоди, а пізніше представляв Раду ЄС у Європейському парламенті протягом словенського головування 2008 р. В тому ж році переїхав до Варшави на посаду директора Бюро з демократичних інститутів і прав людини, яку обіймав до 2014 р., коли був призначений державним секретарем в уряді прем'єр-міністра Миро Церара. 2016 р. перебрався до Брюсселя як постійний представник Словенії при ЄС.
У 2019 р. прем'єр Словенії Мар'ян Шарец висунув Ленарчича на посаду єврокомісара від Словенії в єврокомісію під керівництвом Урсули фон дер Ляєн.

## Нагороди
- ордена Почесного легіону (2009)[5]
- Командорський хрест ордена «За заслуги перед Польщею» (2014)[7]
- Орден «За заслуги» ІІ ст. (Україна, 23 серпня 2022) — за значні особисті заслуги у зміцненні міждержавного співробітництва, підтримку державного суверенітету та територіальної цілісності України, вагомий внесок у популяризацію Української держави у світі[8]